# ألبرت دبليو. كينر
ألبرت دبليو. كينر (بالإنجليزية: Albert Walton Kenner)‏ هو طبيب عسكري أمريكي، ولد في 15 ديسمبر 1889 في هوليوك في الولايات المتحدة، وتوفي في 12 نوفمبر 1959 في واشنطن العاصمة في الولايات المتحدة.